# Ludwik Bojarski
Ludwik Bojarski (ur. w marcu 1730 w województwie ruskim (diecezja przemyska), zm. w 1792 (lub 1794) w ówczesnej wsi Chorzów (obecnie Chorzów Stary, dzielnica Chorzowa) – polski duchowny rzymskokatolicki, kanonik zakonu Kanoników Regularnych Grobu Bożego z klasztoru w Miechowie. Proboszcz parafii św. Marii Magdaleny (1772–1792) we wsi Chorzów. W 1787 roku odkrył złoża węgla kamiennego na Wzgórzach Chorzowskich. 

## Życiorys
Święcenia kapłańskie otrzymał 22 września 1753 od bp Marcina Ostrowskiego, sufragana płockiego. W maju 1772 objął parafię św. Marii Magdaleny (Hl. Maria-Magdalena) w Chorzowie oraz prepozyturę szpitala św. Ducha (Hl. Geist), prowadzonego na przedmieściach Bytomia przez bożogrobców, jak nazywano Kanoników Regularnych Grobu Bożego. 27 lipca 1781 roku, w dniu odpustu św. Marii Magdaleny, wybuchł pożar. Spłonęło 37 gospodarstw; spłonął też prawie doszczętnie kościół parafialny, ocalała tylko wieża dzwonnicy. Przez ponad cztery lata, do 1785 roku, trwała odbudowa kościoła; wzniesiono go z cegły.
Odkrywca pokładu węgla o grubości 1,5 m, na pobliskim wzgórzu, ok. 700 m na wschód od ówczesnej wsi Chorzów. Z upoważnienia władz zakonu bożogrobców, w marcu 1787 roku wystąpił do Wyższego Urzędu Górniczego we Wrocławiu o tzw. nadanie górnicze dla zakonu na wydobycie węgla kamiennego. Otrzymane pole górnicze „Fürstin Hedwig” (Księżna Jadwiga) o powierzchni 3432,32 m. kw. eksploatowane było do 1790 roku. Tego samego roku, przy wzniesieniu nazwanym później Redenberg (Górą Redena), odkryto kolejny pokład węgla „Hedwig” (Jadwiga). Następca proboszcza w 1805 roku uruchomił eksploatującą to złoże kopalnię „Neue Hedwig” (Nowa Jadwiga).
W Chorzowie Starym istnieje ul. Księdza Ludwika Bojarskiego.